# 笹川隆太郎
笹川 隆太郎（ささがわ りゅうたろう、1950年 - ）は、日本の憲法学者。尚美学園大学教授。

## 来歴
新潟県出身。東北大学大学院法学研究科を経て、石巻専修大学助教授に就任。その後、石巻専修大学教授を経て、尚美学園大学教授。
憲法の制定過程と英米の憲法について研究している。

## トピックス
- 祖父は元新潟競馬場長で、日本競馬会結成に参画した。
- テレビ東京系の人気バラエティ番組「開運!なんでも鑑定団」に出演したことがある。

## 著作
- 『英国の立憲君主政』（木鐸社、2003年）